# Rue Tourlaque
La rue Tourlaque est une voie du 18e arrondissement de Paris, en France.

## Situation et accès
La rue Tourlaque est une voie située dans le 18e arrondissement de Paris. Elle débute au 47, rue Lepic et se termine au 42, rue Joseph-de-Maistre et 2, rue Eugène-Carrière.

## Origine du nom
Elle tire son nom du patronyme « Tourlaque », porté par l'ancien propriétaire du terrain, François Tourlaque (1767-1844).
Ce personnage était peut-être d'origine normande, car Tourlaque semble être un anthroponyme issu du norois, Þórlákr (on rencontre aussi les variantes Þorlákr, ÞórlakR), latinisé en Torlacus en vieux danois. C'est également le nom du saint patron de l'Islande, Þorlákr Þórhallsson (saint Thorlak). Cependant, le foyer du nom semble être la Franche-Comté à partir du XVIIe siècle et il ne subsiste pas de données antérieures.
En tout cas, il se rencontre dans la toponymie normande dans au moins quatre villes : Tourlaville (Manche, Torlachvilla, 1063-1066) ; Tourlaville, hameau du Bessin (Calvados) ; Tout-la-Ville (Calvados, Saint-Martin-aux-Chartrains, Torlavilla, 1198) ; Tous-les-Mesnils (Seine-Maritime, Toulamesnil, 1328).

## Historique
Cette ancienne voie de l'ancienne commune de Montmartre ouverte par François Tourlaque dont elle prend le nom dès son ouverture est classée dans la voirie parisienne par un décret du 23 mai 1863.

## Bâtiments remarquables et lieux de mémoire
- No 1 : atelier du peintre Henri Landier (né en 1935).
- No 2 : atelier du peintre Léon Tanzi (1846-1913)[3].
Atelier du peintre Charles Francisque Raub (1854-1926).
Atelier du graveur Eugène Delâtre (1864-1938)[4].

- No 5 : musée Toulouse-Lautrec. Atelier (location) de T-L en 1884 ou 1886. Une dizaine d'années.
- No 10 : anciennes imprimerie et éditions Marcel Seheur (années 1920-1930).
- No 22 : cité d'artistes Les Fusains où vécurent des artistes au début du XXe siècle, notamment Pierre Bonnard, André Derain, Georges Joubin, Hans Arp, Sophie Taeuber-Arp, Max Ernst, Joan Miró, Roger Crusat, le sculpteur et graveur médailleur Georges Lemaire[5] et le sculpteur Charles-Henri Pourquet[6].
- À l’intersection avec la rue Caulaincourt, en 1909, l’effondrement de la chaussée a entraîné l’engloutissement d’une femme. Il était dû à la formation d’un fontis[7].